# Горман, Уильям Мур
Уильям Мур Горман (англ. William Moore "Terence" Gorman; 17 июня 1923 год, Кеш, Северная Ирландия — 12 января 2003 год, Оксфорд, Англия) — ирландский экономист, профессор экономики, президент Эконометрического общества в 1972 году, автор формы Гормана.

## Биография
Уильям родился 17 июня 1923 года в Кеш, Северная Ирландия в семье ветеринарного врача Кэптана Ричарда Горман (убитого в 1927 году в Лусаке, Северной Родезии) и матери Сары Кроуфорд Горман, урожденной Мур (умершей в 1963 году в Кеш, Северная Ирландия). Семья переехала в Лусаку, Северная Родезия, но после смерти отца в 1927 году вся семья вернулась в Дублин, где Уильям начал учиться в школе Маунт-Темпл в Ратгаре, а затем закончил Фойл Колледж в Дерри.
В 1941 году поступил в Тринити-колледж в Дублине, где в 1943 году получил стипендию школьного фонда по математике, но в 1943 году был призван радио-механиком в Воздушные силы флота Великобритании, в 1945—1946 годах он уже был старшиной. После демобилизации вернулся обратно в Тринити-колледж в Дублине, который в 1948 году заканчивает по специальности экономики и политологии с золотой медалью, а в 1949 году заканчивает по специальности математик.
Свою преподавательскую деятельность Уильям начал с января по октябрь 1949 года в качестве научного сотрудника по экономике, помощником преподавателя по экономике в 1949—1951 годах, преподавателем статистики в 1951—1957 годах, старшим преподавателем на кафедре эконометрики и социальной статистики в 1957—1962 годах в Бирмингемском университете. Затем был удостоен должности профессора экономики в Оксфордском университете и научного сотрудника в Наффилдском колледже в Оксфорде в 1962—1967 годах. В 1967—1979 годах был профессором экономики в Лондонской школе экономики и политических наук. В 1979—1983 годах был официальным сотрудником, в 1983—1990 годах старшим научным сотрудником Наффилдского колледжа в Оксфорде. В 1990 году вышел на пенсию, став эмерит -сотрудником Наффилдского колледжа в Оксфорде.
Был приглашённым профессором экономики и статистики в Университете штата Айова в 1956—1957 годах, научным сотрудником в Стэнфордском университете в 1966—1967 годах, приглашённым профессором в Университете Северной Каролины в 1970—1971 годах, приглашённым профессором экономики Университета Джонса Хопкинса в 1979—1980 годах и Университетского колледжа Лондона в 1986—1998 годах, сотрудника Университета Британской Колумбии в 1987 году.
Был помощником редактора Econometrica в 1959—1972 годах, членом с 1961 года, вторым вице-президентом в 1969 году, первым вице-президентом в 1970 году, и президентом Эконометрического общества в 1972 году, председателем Европейского отделения Эконометрического общества в 1971—1973 годах, членом Британской академии с 1978 года, почётным иностранным членом Американской академии искусств и наук с 1986 года, почётным иностранным членом Американской экономической ассоциации с 1988 года, почётным членом Тринити-колледж в Дублине с 1990 года, членом Европейской Академии с 1990 года, почётным членом Лондонской школы экономики и политических наук с 1994 года, почётным доктором Бирмингемского университета с 1973 года и Саутгемптонского университета с 1974 года, Ирландского национального университета с 1986 года, Университетского колледжа Лондона с 1998 года.
Уильям Горман умер 12 января 2003 года в Оксфорд, Англия.
Семья
После смерти у него осталась вдова Доринда (Дин) Мод Скотт Горман, с которой он познакомился ещё в Тринити-колледж в Дублине и женился 29 декабря 1950 года.
Память
Ежегодно с 2001 года в Университетском колледже Лондона проводятся лекции памяти Гормана. Партнером выступает Princeton University Press.

## Вклад в науку
Горман, развивая общую теорию равновесия и теорию потребительского, дополнил их функцией общественного благосостояния, агрегированием, делимостью и признаками теории, является автором формы Гормана.